# Musée de la médecine de Bruxelles
 (mars 2012).
Si vous disposez d'ouvrages ou d'articles de référence ou si vous connaissez des sites web de qualité traitant du thème abordé ici, merci de compléter l'article en donnant les références utiles à sa vérifiabilité et en les liant à la section « Notes et références ».
Le musée de la médecine de Bruxelles est un musée scientifique belge consacré à l'histoire de la médecine, situé à Bruxelles sur le campus de médecine de l'Université libre de Bruxelles.

## Historique
Ouvert au public depuis février 1995, le musée de la médecine a amassé au fil des ans une collection importante d’instruments chirurgicaux anciens, de tableaux, de gravures, de livres de grands anatomistes et autres ex-voto, venant de toutes les époques et de toutes les régions du globe.
Riche d’une collection de 5 000 objets, le Musée s’est aujourd’hui doté d’une toute nouvelle scénographie, sur le thème de « l’essor de la médecine scientifique. » La nouvelle ligne directrice du Musée s’est en effet attachée à baliser l’histoire formidable de la médecine, qui est passée du magique et du religieux au rationnel, au scientifique. Autre nouveauté : une nouvelle salle thématique est également consacrée à l’histoire de la chirurgie. Le réaménagement de plusieurs salles du musée s’inscrit ici dans une volonté de ses initiateurs de répondre aux évolutions muséographiques et pédagogiques.
Cette nouvelle thématique, L'Essor de la médecine scientifique, englobe les grandes étapes du développement de la médecine de l’Antiquité à l’époque contemporaine. Au départ, l’art de guérir est essentiellement magique et religieux avant de devenir rationnel (les théories d’Hippocrate ont été acceptées durant près de 2 000 ans). Au tournant du XVe-XVIe siècle, les dogmes sont remis en question (on parle de première révolution biologique). Au tournant du XVIIIe-XIXe siècle, la médecine s’appuie sur la clinique et se construit sur l’expérimentation. Ces différentes balises sont reprises dans la nouvelle scénographie du musée. Le parcours montre l’évolution de la pratique chirurgicale qui est restée très limitée, durant des siècles, à des amputations, trépanations, cure de hernie, tailles de la pierre, etc., et ne s’est professionnalisée qu’au XIXe siècle, lorsque l’anesthésie a permis de contrôler la douleur et les règles d’asepsie appliquées.

## Collections

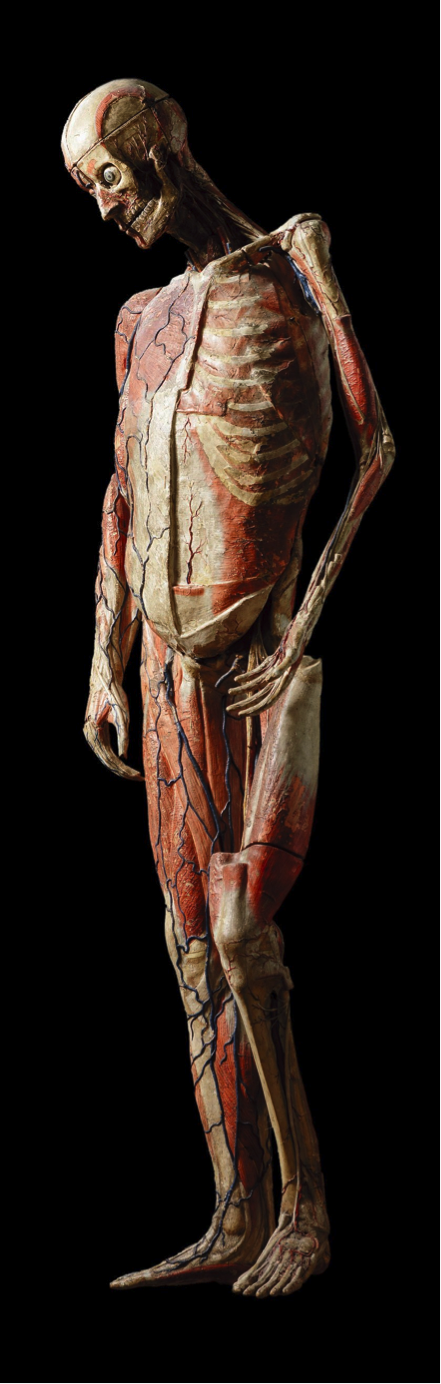
Écorché par Louis Auzoux

Actuellement, la collection du musée de la Médecine compte plus de 5 000 objets d’art et d’archéologie, illustrant l’Art de guérir dans le monde occidental de la haute Antiquité à nos jours. Mais le musée dispose également de collections thématiques centrées sur l’Antiquité précolombienne et les civilisations égyptienne, chinoise, africaine. Le patrimoine a été constitué selon plusieurs axes : une dimension didactique, une dimension archéologique, une dimension historique (témoignages de pratiques médicales, illustrations de maladies, références aux pionniers de l'Art de guérir) et enfin une dimension artistique.
La pièce la plus emblématique des collections est incontestablement l’écorché d’Auzoux. Il s’agit d’un modèle anatomique réalisé en carton-pierre moulé, datant de la première moitié du XIXe siècle. À lui seul, il symbolise le caractère original du patrimoine qui illustre la médecine dans l’Art et dans l’Histoire. Les pièces anatomiques avaient, au départ, un rôle essentiellement didactique. Ce type de production s’est développé à une époque où les cadavres se conservaient mal et qu’une certaine pénurie touchait les facultés à la suite d’une réglementation plus stricte. Dès lors, on avait recours à des reproductions en cire, en bois, en plâtre pour enseigner l’anatomie.

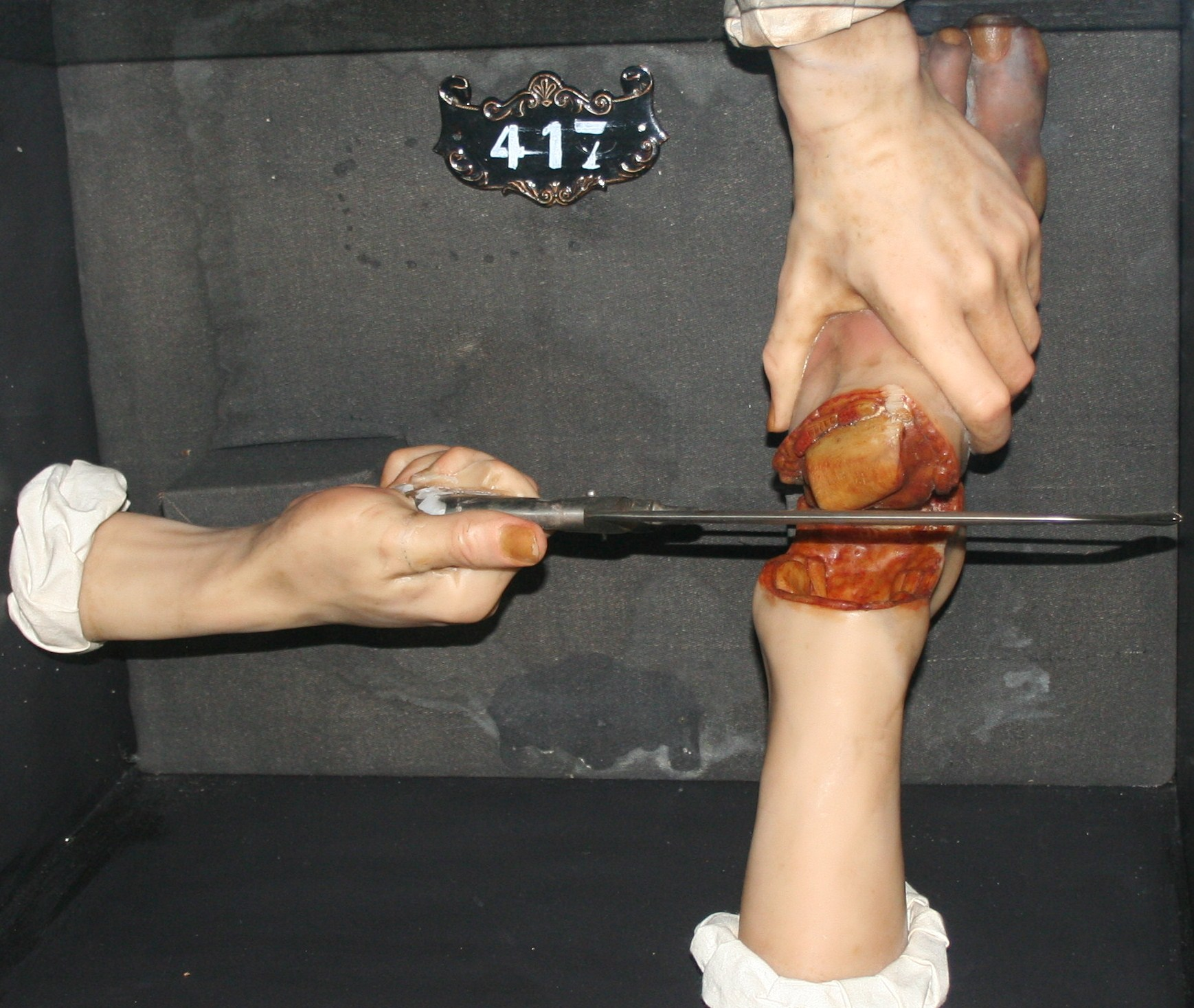
Amputation

La collection conservée au musée de la Médecine raconte une histoire plongeant à la fois ses racines dans les connaissances médicales, mais aussi esthétiques, pédagogiques et festives. À travers la collection du « Grand Musée de l’Homme », musée forain concurrent direct du célèbre musée Spitzner, l’anatomie normale, les opérations majeures, les accouchements, la vaccination, les grandes épidémies, etc. sont dévoilées aux amateurs. Véritables ancêtres des modèles plastinés créés par le médecin allemand Günther von Hagens, ces moulages en cires témoignent d’extraordinaires qualités techniques tout en gardant les traces d’une recherche artistique particulière, caractéristique de l’histoire de l’anatomie.
Les collections anatomiques foraines sont aujourd’hui peu nombreuses de par le monde et la collection du Grand Musée de l’Homme est d’autant plus unique que ses derniers propriétaires, monsieur et madame Vlasselaer, ont transmis leurs connaissances et souvenir de la grande époque de ces attractions foraines. Outre les 350 modèles proposés au public, les archives, les lettres d’époque, les affiches et les photographies inédites emmènent à la découverte d’un moment fort de l’histoire médico-populaire.